# Takuya Ogiwara
Takuya Ogiwara (荻原 拓也 Ogiwara Takuya?), född 23 november 1999 i Saitama prefektur, är en japansk fotbollsspelare.
Ogiwara började sin karriär 2018 i Urawa Reds. Med Urawa Reds vann han japanska cupen 2018.